# Labeo seeberi
The Clanwilliam Sandfish or Labeo seeberi là một loài cá vây tia trong họ Cyprinidae.
Nó chỉ được tìm thấy ở Nam Phi.